# Costa do Marfim nos Jogos Olímpicos de Verão de 1964
A Costa do Marfim competiu nos Jogos Olímpicos de Verão pela primeira vez nos Jogos Olímpicos de Verão de 1964 em Tóquio, Japão.